# Melbolle
Melboller er en del af varme og kolde supper. Fx i hønse- eller oksekødssupper, og de optræder hyppigt sammen med kødboller. De kan også bruges i kolde frugtsupper eller bollemælk (varm mælk med store faste melboller), der næppe er udbredt i dag. De laves af en opbagning af hvedemel, fedtstof, vand og æg.
Melet røres med smeltet fedtstof, og der tilsættes kogende vand. Når dejen er afkølet, røres der æg i, melbollerne formes og koges i kort tid.